# 4959 Niinoama
4959 Niinoama eller 1991 PA1 är en asteroid i huvudbältet som upptäcktes den 15 augusti 1991 av de båda japanska astronomerna Takeshi Urata och Akira Natori vid JCPM Yakiimo Station. Den är uppkallad efter Taira no Tokiko.
Asteroiden har en diameter på ungefär 35 kilometer.